# Hugh Fay
Pour les articles homonymes, voir Fay.
Hugh Fay  (né le 9 juin 1882 à New York,et mort le 4 décembre 1926 à  Los Angeles) est un acteur américain, de l'époque du cinéma muet.

## Filmographie partielle
- 1919 : L'Affaire Buckley (Almost Married) de Charles Swickard : Manny Morrison
- 1919 : A Favor to a Friend de John Ince : Danny Abbott
- 1919 : Better Times de King Vidor : Jack Ransom
- 1919 : Please Get Married de John E. Ince : "Soapy" Higgins
- 1925 : La Petite Annie (Little Annie Rooney) de William Beaudine : Spider
- 1927 : Spuds de Larry Semon : Espion